# Verbena gracilis
Verbena gracilis är en verbenaväxtart som beskrevs av René Louiche Desfontaines. Verbena gracilis ingår i släktet verbenor, och familjen verbenaväxter. Inga underarter finns listade i Catalogue of Life.